# Will Bradley (bandleider)
Wilbur Schwichtenberg, beter bekend onder zijn artiestennaam Will Bradley, (Newton, 12 juli 1912 – Flemington, 15 juli 1989) was een Amerikaanse jazz-trombonist en bigband-leider uit het swing-tijdperk. Naast swing speelde hij ook zoete dansmuziek en boogiewoogie-songs.
Will Bradley groeide op in Washington. In New York speelde hij bij de dansorkesten van onder meer Milt Shaw, Red Nichols en (rond 1935) Ray Noble en werkte daarna als studiomuzikant. In 1939 richtte hij met drummer en zanger Ray McKinley, afkomstig van het orkest van Jimmy Dorsey, een bigband van zestien man op. Het orkest, dat onder de naam van Bradley zou opereren, werd al vrij snel succesvol, mede door boogiewoogie-nummers. Al in 1940 scoorde het gezelschap verschillende hits, zoals "Beat Me Daddy, Eight to the Bar" (met Freddie Slack op piano) en "Scrub Me Mamma With a Boogie Beat". "Down the Road a Piece" was een hit voor het kleinere Will Bradley trio, met Doc Goldberg en Freddie Slack. Dit nummer werd gezongen door Don Raye, die voor veel hits van Bradley verantwoordelijk was. Het werd een veel gecoverde rock-'n-roll-standard.
In het orkest speelden naast Slack onder meer Arthur Rollini, John Van Eps, Peanuts Hucko en Pete Candoli. Vocalisten waren onder andere Carlotta Dale, Phyllis Myles, Terry Allen en Steve Jordan. Arrangementen kwamen van Leonard Whitney.
De band was populair en speelde in ballrooms van bekende hotels in New York en Chicago. Desondanks waren Bradley en mede-bandleider McKinley het niets eens over de te varen koers en in 1942 verliet McKinley het orkest om later te gaan spelen bij de beroemde Airforce-band van Glenn Miller. Bradley haalde de bezem door de band en nam nieuwe spelers aan, waaronder Shorty Rogers en Shelly Manne. Toen verschillende bandleden in dienst moesten doekte hij het orkest op. Hij werd studiomuzikant en begeleidde onder meer Anita O'Day, Ella Fitzgerald en Sarah Vaughan. Hij speelde vele jaren in de Tonight Show van Johnny Carson en was leider van een Glenn Miller-band. Daarnaast componeerde hij symfonieën en kamerwerken.
Een zoon van Bradley, Bill Bradley jr., werd een jazzdrummer die onder meer met Tony Scott en Kai Winding zou werken.

## Discografie (selectie)
- Big band Boogie, RCA, 1960
- Hallelujah, Hep Records
- It's Square But It Rocks, Hep Records, 2001
- Five-O-Clock Whistle: 1939-1941, Aero Space, 1995
- Live in 1940-1941, Jazz Band, 2002
- Swingin' Down the Lane (compilatie, opnames 1941 en 1942), Hep Records
- Ridin' a Riff (Will Bradley and His Jazz Octet), Sounds of Yester Year, 2010